# Augusto di Prima Porta
L'Augusto di Prima Porta, nota anche come Augusto loricato (dalla lorìca, la corazza dei legionari), è una statua romana che ritrae l'imperatore Augusto. Alta 2,04 metri, è realizzata in marmo bianco ed è conservata nei Musei Vaticani, a Roma (Città del Vaticano). Fu ritrovata il 20 aprile 1863 nella villa di Livia, l'abitazione di Livia Drusilla, moglie di Augusto, a Prima Porta.

## Storia
Generalmente si ritiene che la statua sia databile agli anni successivi la restituzione delle insegne romane da parte dei Parti nel 20 a.C. Questa data è certamente un terminus post quem. Alcuni credono però che la statua sia stata concepita verso l'8 a.C., al termine delle campagne di pacificazione delle province di Tiberio.
La datazione della statua è stata oggetto di studi approfonditi e di dibattiti. È possibile che quella conservatasi sia in realtà la copia di un originale in bronzo dedicata all'imperatore dal Senato nell'anno 20 e posizionata in pubblica piazza, il cui autore potrebbe essere stato uno scultore greco. Alcuni storici e critici ritengono che Tiberio, figlio adottivo di Augusto, abbia regalato la statua in marmo alla madre Livia dopo la morte del patrigno. Si spiegherebbe così il ritrovamento di una statua con significati tanto propagandistici e che certamente dovevano destinarsi a un pubblico vasto all'interno di una casa privata come era la villa di Livia. E si spiegherebbe così la scelta delle raffigurazioni sull'armatura: la restituzione delle insegne romane perse nella campagna partica di Crasso e le conquiste occidentali. In entrambi questi successi molto merito ebbe, appunto, Tiberio che con questo dono si faceva garante e naturale prosecutore della politica augustea. D'altronde è stato anche notato che la statua poteva essere un dono fatto dallo stesso Augusto alla moglie Livia e in questo senso la statua verrebbe a essere interpretata come un manifesto in sostegno di Tiberio, del quale si celebrano le imprese sia in oriente sia in occidente.
Dopo il ritrovamento nel 1863 fu restaurata dallo scultore italiano Pietro Tenerani.
Nel 1933 ne fu tratta una replica bronzea, priva dell'erote, per porla in via dei Fori Imperiali, a Roma, di fronte al Foro di Augusto.

## Descrizione
L'imperatore è raffigurato in piedi, con il braccio destro alzato e il gesto di attirare l'attenzione: si tratta della posa con cui si richiedeva il silenzio prima dell'adlocutio (incitamento all'esercito prima della battaglia).
La figura indossa una corazza riccamente decorata, al di sotto della quale porta la tunica corta militare. Un paludamentum (mantello che insieme al parazonium era il simbolo del generale romano quando comandava un esercito) gli avvolge i fianchi, ricadendo mollemente sulla mano sinistra, con un panneggio particolarmente elaborato. Nella stessa mano impugna la lancia. Sulla gamba destra è riportato un bambino: Eros, a cavallo di un delfino. Eros era figlio di Venere e il delfino è un omaggio a Venere, simboleggia infatti la nascita della dea avvenuta dall'acqua. Infatti Augusto apparteneva alla gens Iulia, che si riteneva discendere da Venere, madre di Enea, tramite il figlio di questi Ascanio o Iulo.
L'imperatore è ritratto, almeno nel volto, con le sue reali fattezze, anche se idealizzate nella celebrazione della sua carica.
Augusto è inoltre scalzo, come gli dei e gli eroi. La simbologia della statua è assolutamente stringente e ci dice quanto l'imperatore vuole che vediamo di lui: io, Augusto, figlio della stirpe di Venere (piedi scalzi e amorino), che ho ripristinato l'integrità di Roma (riconsegna delle insegne di Crasso), sono il nuovo comandante di Roma (armatura) e ho riportato la pace (lancia sulla sinistra, che aveva la punta rivolta verso il basso). Popolo Romano, ascoltami! (gesto dell'adlocutio).

### La lorica

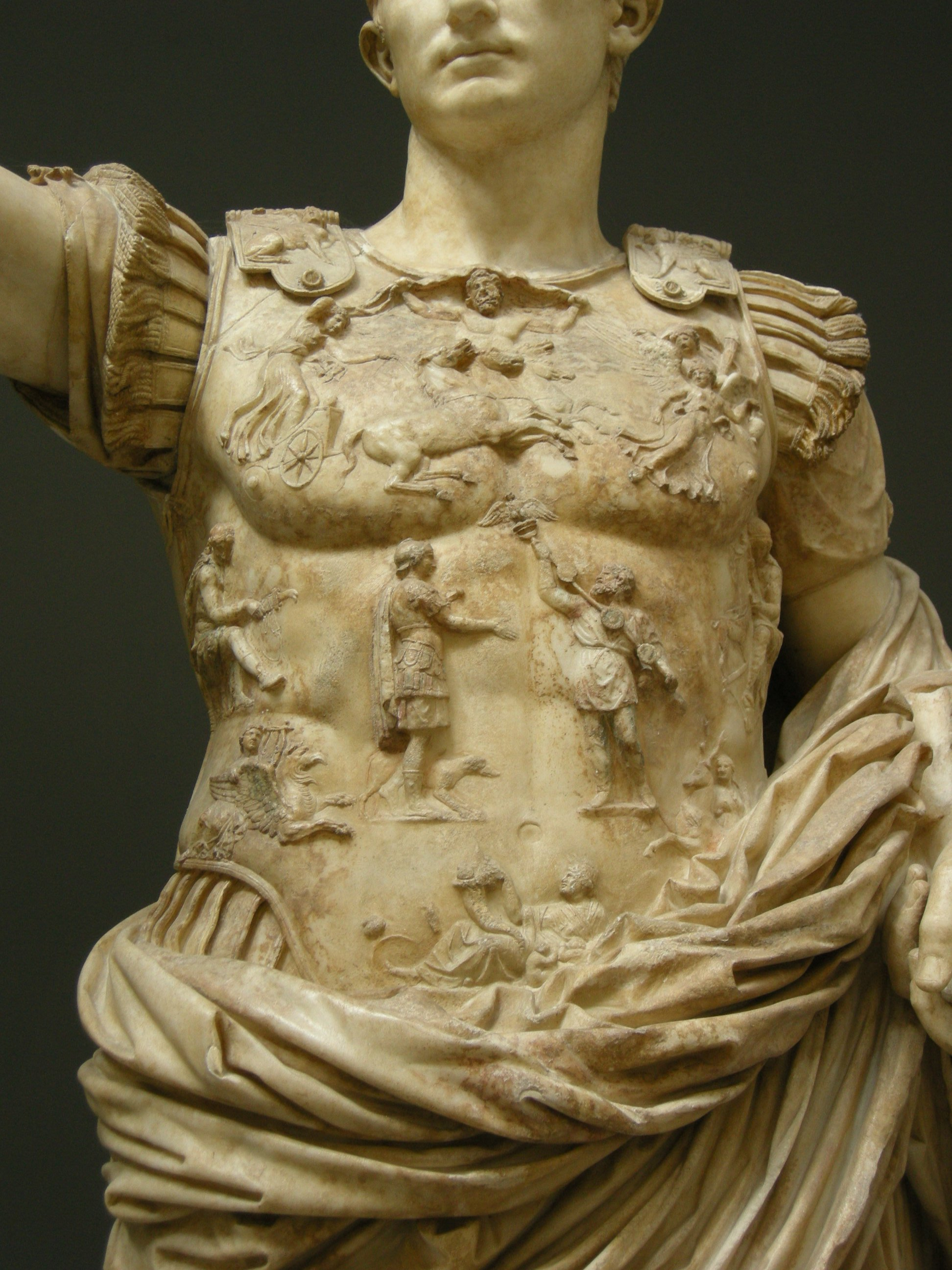
La lorica

L'iconografia della statua è spesso stata accostata a certe immagini evocate dal Carmen saeculare di Orazio. D'altronde, se prendiamo come vera l'ipotesi della realizzazione della statua durante l'impero di Augusto e non durante quella di Tiberio, le due opere sono abbastanza contemporanee. Il Carmen infatti fu letto pubblicamente per la prima volta nel 17 a.C. durante i Ludi Saeculares, voluti dall'imperatore per celebrare la venuta della nuova Pax romana e dell'età dell'oro già preannunciata da Virgilio nella IV ecloga.
La corazza è aderente, facendo risaltare il fisico atletico che ricorda le sculture greche di certi eroi.
Grande importanza simbolica hanno i rilievi che la decorano, con particolare riferimento alla storia contemporanea e all'ideologia di Augusto. Vi sono raffigurati:
- in alto una personificazione di Caelum;
- sotto di esso vola la quadriga di Sol;
- procedendo verso destra si trova la Luna quasi completamente coperta da l'Aurora  (un'altra interpretazione vuole che al posto dell'Aurora sia rappresentato il dio della luce del mattino Phosphorus);
- al centro è raffigurata la scena del re dei Parti Fraate IV che restituisce le insegne catturate ai Romani dopo la sconfitta di Crasso; è presumibile che il generale romano raffigurato con ai piedi un cane (probabilmente un lupo, simbolo per eccellenza di Roma oppure, una lupa, nutrice di Romolo e Remo[2]) sia Tiberio, visto che proprio lui partecipò alla campagna partica. Ma non è da escludere che si tratti dello stesso Augusto o di un imberbe dio della guerra Marte vendicatore. Altra ipotesi lo identifica come l'incarnazione fisica delle legioni e del legionario ideale;[2]
- ai due lati si trovano due donne che piangono. Quella a destra tiene in mano uno stendardo, su cui è raffigurato un cinghiale e la tipica tromba celtica a forma di drago, il carnyx. Quella a sinistra, colta in atteggiamento di sottomissione, porge un parazonium. È possibile che la prima rappresenti le tribù celtiche del Nord-Ovest della Spagna, Asturi e Cantabri, che erano state conquistate da Augusto, oppure la Gallia stessa che sempre dall'imperatore era stata riorganizzata e pacificata tra il 12 e l'8 a.C.; la seconda invece, non essendo completamente disarmata, potrebbe raffigurare le tribù germaniche situate tra il Reno e l'Elba che comunque sarebbero presto state oggetto di conquista oppure i regni dell'Oriente ellenistico, clienti di Roma;
- al di sotto delle due figure di donna sono Apollo e Diana, rispettivamente su di un grifone e su di un cervo;
- in basso si trovano la dea Tellus, simbolo di fertilità, semisdraiata e tenente un corno (o cornucopia) colmo di frutta, e due neonati che si afferrano alla veste della dea (tale raffigurazione ha molte somiglianze con la Tellus Mater dell'Ara Pacis).

## Stile

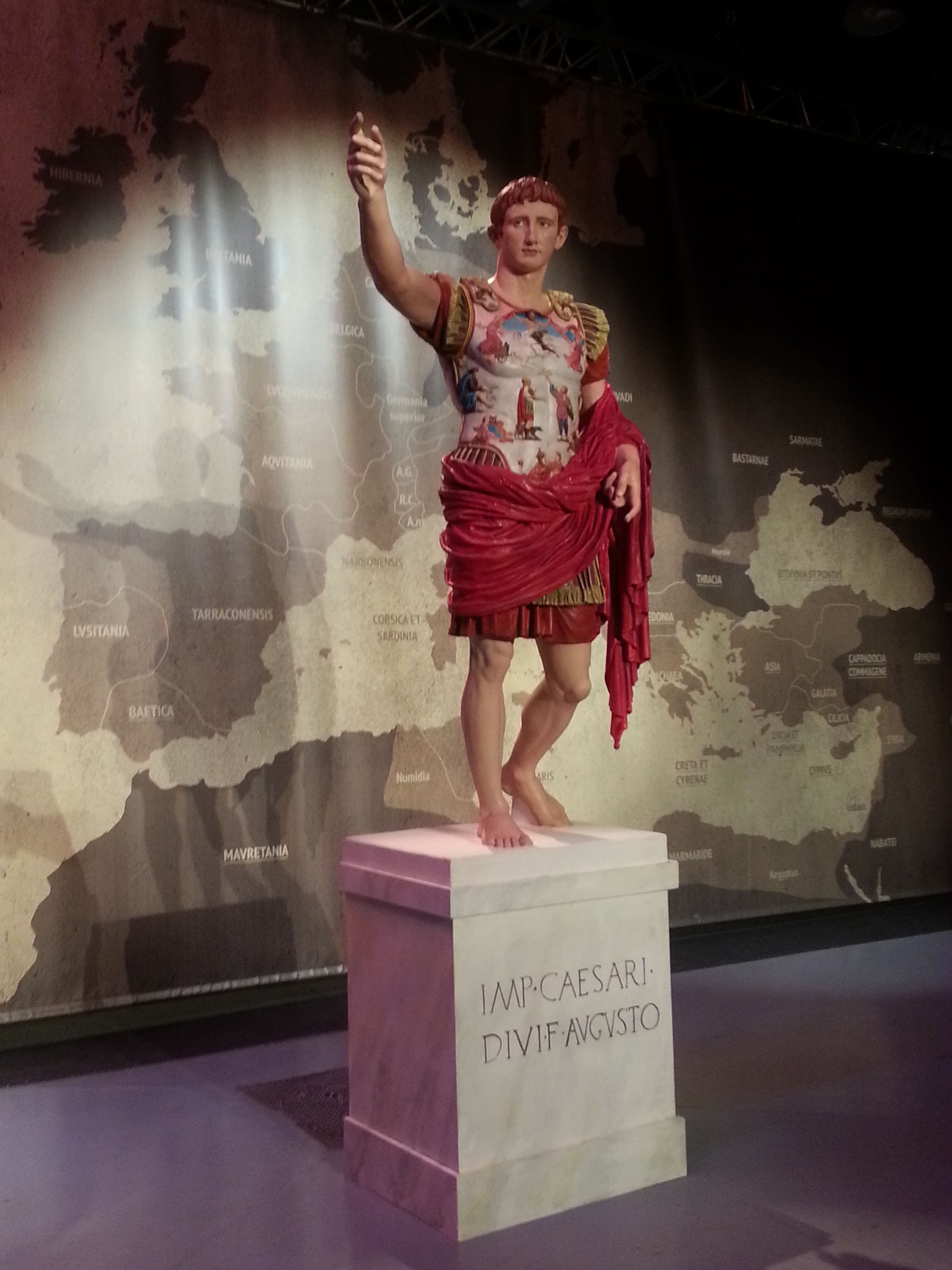
Ricostruzione dell'apparato cromatico della statua

La statua riprende la corrente neoattica tipica dell'epoca, ispirandosi abbastanza fedelmente all'atteggiamento equilibrato del Doriforo di Policleto. Anche la statua è opera di uno o più artisti di quella cerchia. Il braccio destro è alzato nel gesto autorevole che chiede attenzione alle truppe, prima di un discorso ufficiale; lo  sguardo è fermo e concentrato.

### Policromia
Un restauro all'inizio del XXI secolo eseguito nei Musei Vaticani, al quale è seguita una serie di analisi (fluorescenza X, ultravioletti, esame mineralogico-petrorafico, ecc...), hanno permesso di determinare i colori utilizzati nella policromia della statua. I colori non erano più di 6 o 7:
- azzurro ("blu egiziano")
- rosso carminio
- rosso ocra
- bruno ("terra di Siena")
- bruno chiaro
- giallo

Il colore era servito a mettere in risalto il ruolo di Augusto, evidenziando il suo status imperiale con il rosso del manto e della tunica. La corazza anche era colorata, coi i suoi numerosi dettagli in rilievo sottolineati dal colore.